# Neobarock (Ensemble)

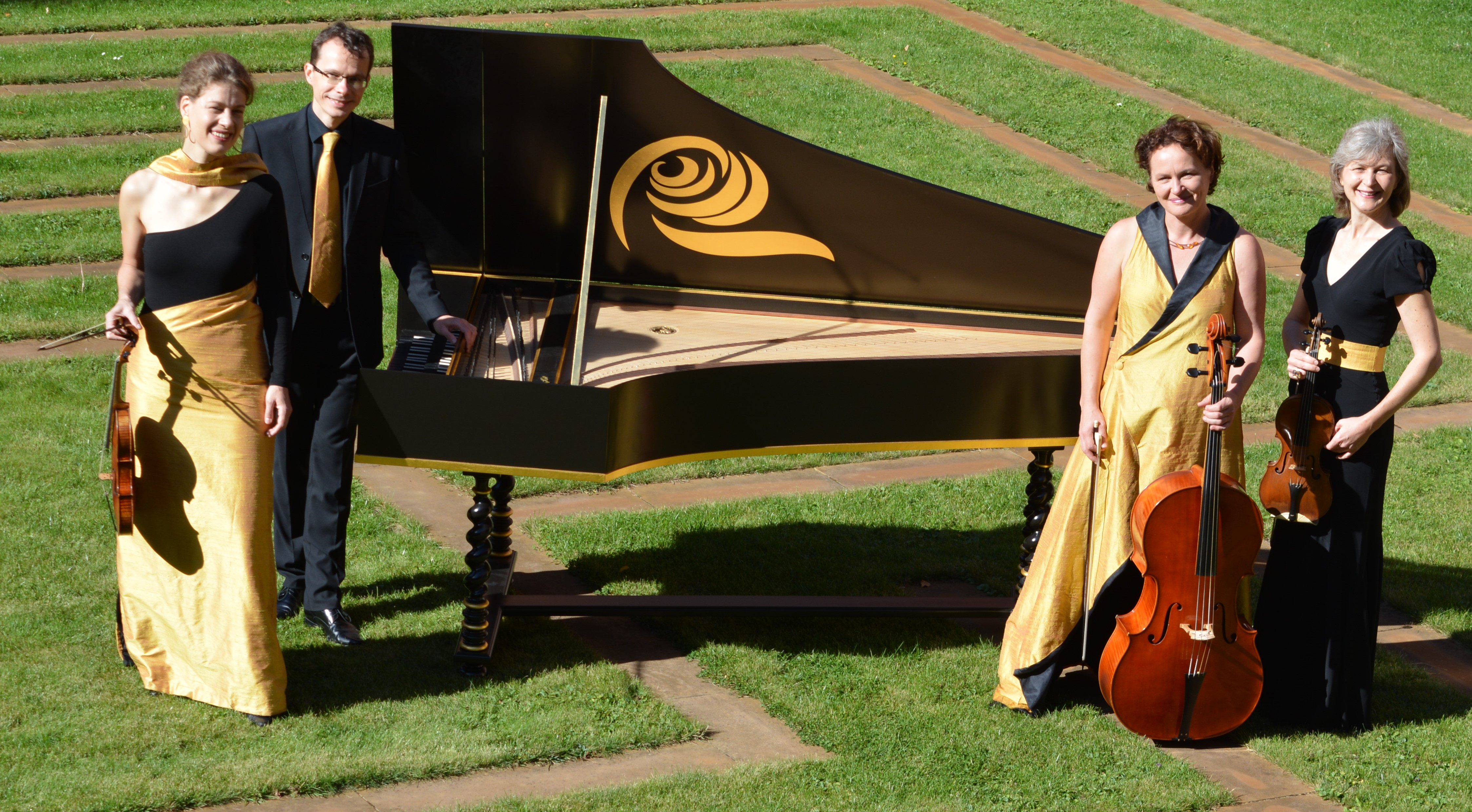
Neobarock in der Formation von 2018: Maren Ries, Stanislav Gres, Ariane Spiegel, Kerstin Linder-Dewan

Neobarock  (eigene Schreibweise: NeoBarock) ist eine deutsche Kammermusikgruppe, spezialisiert auf die Interpretation der Musik zwischen etwa 1600 und etwa 1800 auf Originalinstrumenten oder deren Nachbauten.

## Geschichte
Neobarock besteht aus den festen Mitgliedern Maren Ries (Violine und Viola), Ariane Spiegel (Violoncello) und Stanislav Gres (Cembalo).
Neobarock wurde 2003 von der künstlerischen Leiterin Maren Ries (Violine), der Cellistin Ariane Spiegel und dem Geiger Volker Möller gegründet. Seit 2017 ist der Cembalist Stanislav Gres Mitglied von Neobarock. Der Anspruch des Ensembles, der sich auch im Namen ausdrückt, ist die Verbindung historischer Authentizität mit einer ästhetischen Bezugnahme zum gegenwärtigen Hören. Neobarock ist auf allen wichtigen Festivals für Alte Musik und in vielen Konzerthäusern zu hören. Neobarock nimmt beim Label ambitus auf. Das Album Musik der Einsamkeit – Ein Melopoem wurde von der Jury der Deutschen Phono-Akademie mit dem ECHO Klassik 2014 ausgezeichnet.

## Repertoire
Neben dem barocken Standardrepertoire hat Neobarock zahlreiche Neuentdeckungen, z. B. unbekannte Fassungen Bachscher Kammermusik, einen Triosonatenzyklus von Johann Philipp Kirnberger und Kammermusik von Gottfried Heinrich Stölzel eingespielt und in den Konzertsaal gebracht. Neobarock macht immer wieder durch dramaturgisch und programmatisch durchdachte Konzeptprogramme auf sich aufmerksam, wie beispielsweise Früh- und Spätfassungen Bachscher Konzerte oder die Entwicklung des Clavierquartetts von Mozart und Haydn bis hin zu den frühen Clavierquartetten Beethovens.

In Anlehnung an das barocke Gesamtkunstwerk arbeitet Neobarock genreübergreifend mit Künstlern wie den Malern Gerhard Richter und Michael Fischer-Art, dem österreichischen Schriftsteller Robert Schneider oder dem Journalisten Hans Conrad Zander zusammen.

## Diskografie
- 2005: Wolfgang Amadeus Mozart – Begegnung mit Händel und Bach
- 2007: Johann Sebastian Bach – Kammermusik aus eigener und fremder Hand
- 2009: Johann Philipp Kirnberger – 6 Triosonaten
- 2011: Gottfried Heinrich Stölzel – Kammermusik
- 2013: Musik der Einsamkeit – Ein Melopoem (ECHO Klassik 2014)
- 2015: musica artificiosa – virtuose Violinmusik des 17. Jahrhunderts von Biber, Schmelzer, Baal u. a.
- 2020: METAMORPHOSE – Bach's lost trio sonatas [Rekonstruktionen der vermuteten Urfassungen von BWV 1028 und 1029 (Maren Ries) sowie 1015 und 1043 (Volker Möller)[6][7][8]]
- 2022: ARCADIA – Paradies in Music, Werke von Tartini, Biber, Schmelzer, Scarlatti u. a.
- 2024: Prinzessin Fasola und die Muskeltiere – Ein Musikabenteuer für Kinder
- 2025: Pallas Nordica – Ein Audiopsychogramm der Königin Christina von Schweden